# Scortum
Scortum és un gènere de peixos pertanyent a la família dels terapòntids.

## Taxonomia
- Scortum barcoo (McCulloch & Waite, 1917)[4]
- Scortum hillii (Castelnau, 1878)[5]
- Scortum neili (Allen, Larson & Midgley, 1993)[6]
- Scortum ogilbyi (Whitley, 1951)[7]
- Scortum parviceps (Macleay, 1883)[8][9][10][11][12][13]